# Santi Silvestro e Martino ai Monti (titre cardinalice)
Le diaconie cardinalice de Santi Silvestro e Martino ai Monti est érigé, suivant la tradition, dès 314. C'est le pape Sylvestre Ier qui l'établit sous le nom d’Equitii sur le domaine de l'un de ses prêtres nommé Equitius à proximité de l'Esquilin.
Le titre prit plus tard le nom de Santi Silvestro e Martino avant d'adopter sa dénomination actuelle. Il est associé à la basilique San Martino ai Monti (en français Saint-Martin-aux-Monts) située dans le rione Monti à Rome en Italie. 
Selon le catalogue de Pietro Mallio, rédigé sous le pontificat du pape Alexandre III, ce titre était lié à la basilique Saint-Pierre dont les prêtres venaient officier à tour de rôle. 
Parmi les cardinaux titulaires de Santi Silvestro e Martino ai Monti, on trouve notamment les futurs papes Felix IV, Serge II, Etienne VII, Boniface VIII, l'antipape Calixte III et, plus récemment, les papes Pie XI et Paul VI.

## Titulaires
- Felix, futur pape Felix IV (vers 515-526)
- Lorenzo (590-?)
- Serge, C.R.L., futur pape Serge II, (797-844)
- Étienne, futur pape Étienne VII (936?-939?)
- Giovanni (964-?)
- Benedetto (1037- début 1044)
- Giovanni (1044- vers 1059)
- Guido (vers 1060- début 1073)
- Jean, O.S.B (1073- vers 1088)
- Pietro (1088- vers 1099)
- Benedetto (1099- vers 1102)
- Domnizzone (ou Divizzone, ou Domizzon, ou Divizo, ou Denzo, ou Amizo, ou Amizzone) (vers 1102 -vers 1122)
- Bonifazio (ou Bonifacio) (?) (1105?-?)
- Pietro Cariaceno (1122 ou 1123- vers 1138)
- Matteo (vers 1138-1139)
- Egmondo (ou Edmondo) (1139- vers 1145)
  - Giovanni Mercone (1150-1159), pseudo-cardinal de les antipapes Victor IV et Pascal III
- János Struma, futur antipape Calixte III (1163?-1165?)
  - Stefano (1172-1173), pseudo-cardinal de l'antipape Calixte III
- Alessandro (1189-1190)
- Ugo Bobone (ou Uguccione Thieneo) (1190-1209?)
- Giacomo Guala Bicchieri (ou Beccaria) (1211-1227)
- Simone Paltineri (ou Paltinieri) (1261-1277)
- Gervais Jeancolet de Clinchamp (1281-1287)
- Benedetto Caetani, futur pape Boniface VIII, (1291-1294)
- Gentil de Montefiore (ou Partino), O.F.M. (1300-1312)
- Vital du Four, O.F.M. (1312-1321)
- Pierre de Chappes (1327-1334)
- Aymery de Châlus (1342-1349)
- Pierre de Cros (1350-1361)
- Gilles Aycelin de Montaigut (1361-1368)
- Filippo Carafa della Serra (1378-1389) 
  - Nicolas de Saint-Saturnin, O.P. (1378-1382), pseudo-cardinal de l'antipape Clément VII
  - Faydit d'Aigrefeuille, O.S.B. (1383-1391), pseudo-cardinal de l'antipape Clément VII
- Bartolomeo Mezzavacca (1389-1396)
  - Pedro Serra (1397-1404), pseudo-cardinal de l'antipape Benoît XIII
- Angelo Cibo (1402-1404)
- Giordano Orsini (1405-1409)
- Guillaume d'Estouteville (1440-1454)
  - Johannes Grünwalder (1440), pseudo-cardinal de l'antipape Félix V
- Jean Jouffroy (1461-1473)
- Charles de Bourbon (1476-1488)
- André d'Espinay (1489-1500)
- Tamás Bakócz (1500-1521)
- Louis de Bourbon-Vendôme (1521-1533)
- Jean d'Orléans-Longueville (1533)
- Philippe de la Chambre, O.S.B. (1533-1541)
- Uberto Gambara (1541-1542)
- Giovanni Vincenzo Acquaviva d'Aragona (1542-1546)
- Girolamo Verallo (1549-1553)
- Diomede Carafa (1556-1560)
- Carlo Borromeo (1560-1564)
- Philibert Babou de La Bourdaisière (1564-1568)
- Girolamo da Correggio (1568-1570)
- Gaspar Cervantes de Gaete (1570-1572)
- Gabriele Paleotti (1572-1587)
- William Allen (1587-1594)
- Francesco Cornaro (1596-1598)
- Fernando Niño de Guevara (1599-1609)
- Domenico Rivarola (1611-1627)
- Alfonso de la Cueva (1633-1635)
- Pier Luigi Carafa (1645-1655)
- Federico Sforza (1656-1659)
- Volumnio Bandinelli (1660-1667)
- Giulio Spinola (1667-1684)
- Opizio Pallavicini (1689-1700)
- Marcello d'Aste (1700-1709)
- Giuseppe Maria Tomasi di Lampedusa, C.R. (1712-1713)
- Niccolò Caracciolo (1716-1728)
- Giovanni Antonio Guadagni (1731-1750)
- Giovanni Francesco Stoppani (1754-1763)
- Francesco Saverio de Zelada (1773-1793)
- Luigi Ruffo Scilla (1802-1832)
- Ugo Pietro Spinola (1832-1858)
- Antonio Benedetto Antonucci (1858-1879)
- Pier Francesco Meglia (1880-1883)
- Luigi Giordani (1887-1893)
- Kolos Ferenc Vaszary, O.S.B. (1893-1915)
- Giulio Tonti (1915-1918)
- Achille Ratti, futur pape Pie XI (1921-1922)
- Eugenio Tosi, O.SS.C.A. (1922-1929)
- Alfredo Ildefonso Schuster, O.S.B. (1929-1954)
- Giovanni Battista Montini, futur pape Paul VI (1958-1963)
- Giovanni Colombo (1965-1992)
- Armand Gaétan Razafindratandra (1994-2010)
- Kazimierz Nycz (2010-)